# Restiosporium eurychordae
Restiosporium eurychordae är en svampart som beskrevs av Vánky 2006. Restiosporium eurychordae ingår i släktet Restiosporium och familjen Websdaneaceae.   Inga underarter finns listade i Catalogue of Life.